# 플래텀
플래텀(Platum, 福来腾)은 스타트업 전문 미디어이자  중화권 테크/IT 인터넷신문으로 2012년 11월 창간했다. 플래텀은 조상래 대표(현 발행인)와 손요한 이사(현 편집장)가 공동설립했다.
플래텀은 그간 500여 명이 넘는 스타트업 창업자 인터뷰(2018년 기준)를 진행해 왔으며, ICT 기술과 투자, 마케팅 등 전문영역 기사 및 칼럼을 생산하고 있다. 
아울러 한국의 창업 생태계를 온전히 알리기 위한 기획으로 2014년부터 주간, 월간, 연간 단위로 한국 스타트업 투자동향 보고서(한/영), 중화권 ICT트랜드 보고서 등 양질의 연구 보고서를 제작해 배포하고 있다.
2016년에는 33개 스타트업 기업의 시작과 현재를 기록한 《스타트업 전성시대(북돋움)》을 출간했으며, 2016년도부터 스타트업얼라이언스와 '중국의 한국인' 행사를 매년 공동 주최하고 있다.